# Восточный Калимантан
Восто́чный Калиманта́н (индон. Kalimantan Timur, также сокращённо Kaltim) — провинция Индонезии расположенная на острове Калимантан. Площадь — 127 268 км² (занимает третье место среди провинций страны по этому показателю). Население — 3 766 039 чел. (2020 год). Административный центр — город Самаринда.
В 2021 году в восточной части провинции началось строительство новой столицы Индонезии. В 2022 году  строящемуся городу было дано название Нусантара. Тогда же был запущен процесс выделения территории этого города и его окрестностей в особый столичный округ, по статусу равный провинции. За счёт этого площадь провинции уменьшается на 2561 км².

## Административное деление

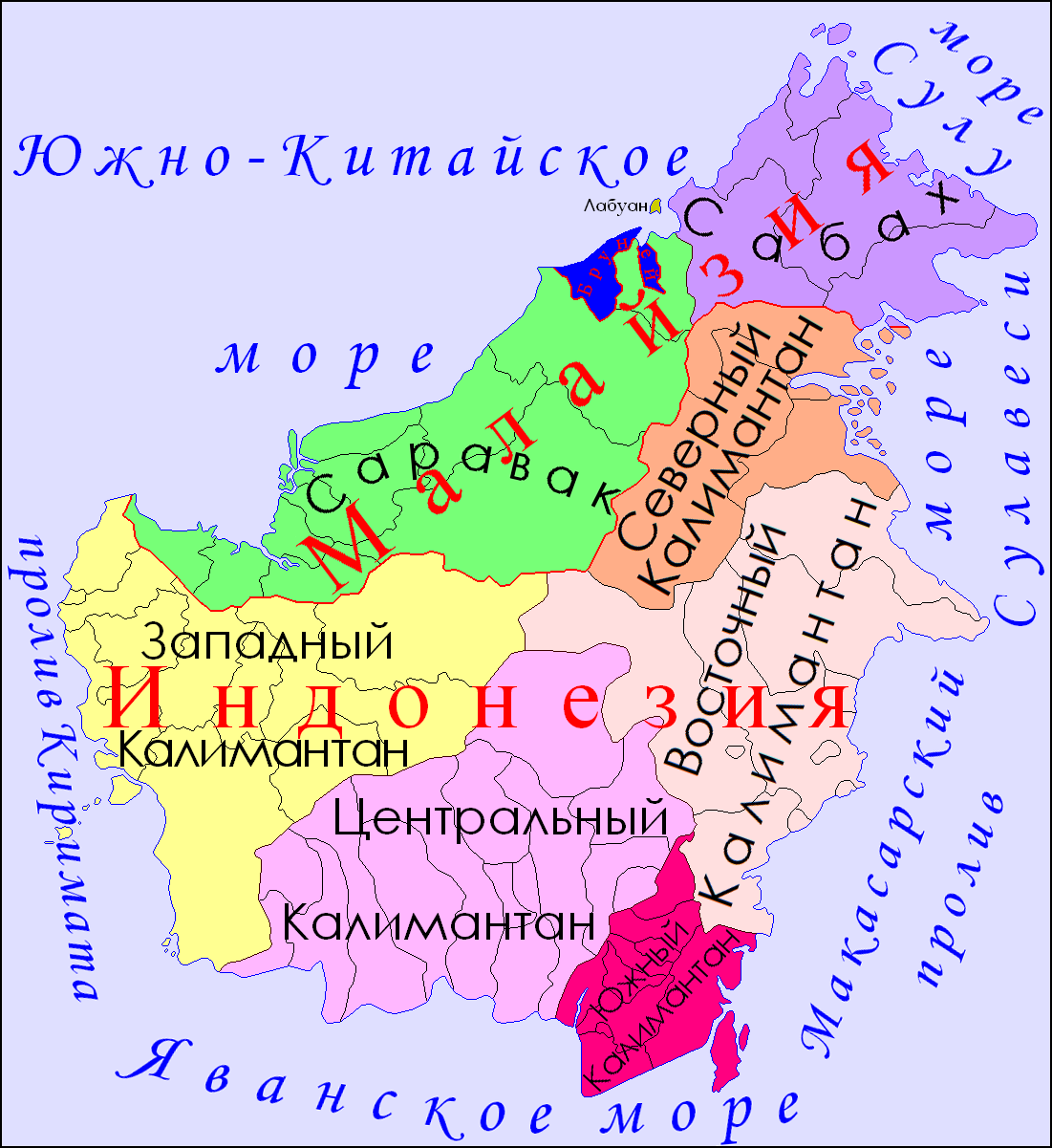
Административное деление Калимантана

Провинция делится на 10 округов и 4 городских муниципалитета:
| № | Округ                         | Административный центр | Площадь, км² | Население, чел. (2010) |
| - | ----------------------------- | ---------------------- | ------------ | ---------------------- |
| 1 | Округ Берау                   | Танджунгредеп          | 34 128       | 179 444                |
| 2 | Округ Восточное Кутаи         | Сангата                | 35 747       | 253 904                |
| 3 | Округ Западное Кутаи          | Сендавар               | 31 629       | 165 934                |
| 4 | Округ Кутаи-Картанегара       | Тенгаронг              | 27 263       | 626 286                |
| 5 | Округ Пасир                   | Танах-Грогот           | 11 604       | 231 593                |
| 6 | Округ Пенаджам-Северный Пасер | Пенаджам               | 3 333        | 142 693                |
| 7 | город Баликпапан              | -                      | 503          | 559 196                |
| 8 | город Бонтанг                 | -                      | 498          | 140 787                |
| 9 | город Самаринда               | -                      | 718          | 726 223                |
|   | Всего                         |                        | 145 423      | 3 026 060              |

В 2012 году из провинции были выделены 4 округа( Малинау, Булунган, Нунукан, Тана-Тидунг ) и город Таракан и образована провинция Северный Калимантан.

## Экономика

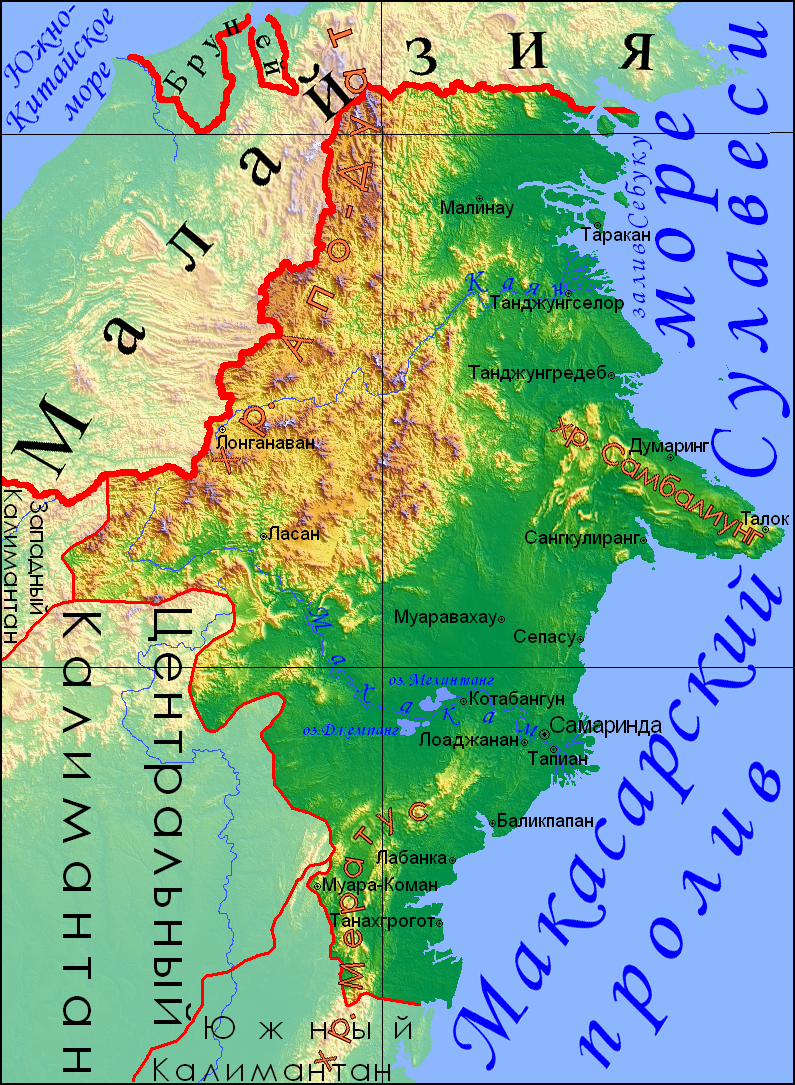
Физическая карта Восточного Калимантана

Основой экономики является добыча нефти, газа, угля, золота, лесная промышленность, а также сельское хозяйство и туризм. Нефть добываемая в районе Самаринды по трубопроводу поступает на нефтеперерабатывающий завод в Баликпапане. В округе Булунган налажено производство метанола, в Бонтанге производят азотные удобрения. На местном сырье работает также деревообрабатывающая и целлюлозно-бумажная промышленность. Кустарные промыслы представлены плетёными изделиями из ротанговой пальмы, поделками из дерева, изделиями из жемчуга и драгоценных камней.

### Природные условия и туризм
Объектами туризма являются острова Дераван, даякская деревня Пампанг, крокодиловая ферма в Баликпапане, оленья ферма в Пенаджаме.
Особой популярностью среди туристов пользуется национальный парк Каян-Ментаранг, богатый эндемиками и реликтами животного мира экваториальных лесов. Здесь сохранились малайский ящер, носач, макак-крабоед, гиббоны, толстые лори, долгопяты, дымчатый леопард, мраморная и суматранская кошка, выдра, циветта, малайский медведь, малайский гомрай, морщинистый и шлемоклювый калао, белохвостый фазан.

## Археология
В  известняковой пещере Lubang Jeriji Saléh найдено древнейшее изображение животного (40 тыс. л. н.), похожего на дикую корову, возможно, — бантенг (Bos javanicus). Отпечаток руки из Лианг Тевет датируется возрастом 103,3 тыс. л. н., рисунок животного из Лианг Карим — возрастом 82,6 тыс. л. н., отпечаток руки из Лубанг Джерий Салех — возрастом 51,8 тыс. лет назад.